# Карізе
Карізе (англ. Karise) — головне містечко парафії карізе в муніципалітеті Факсе, регіону Зеландія на південному сході Данії. Місто Карізе має населення 2,404 (1 січня 2020 р.)
До муніципальної реформи 1972 року Карізе було частиною муніципалітету Карізе.

## Церква Карізе
Церква побудована як укріплення, яке слугувало місцем притулку під час вторгнень вендів у 13 столітті. Архітектура церкви є поєднанням романського і готичного стилів. Вікна в апсиді є романськими круглими арками, а вікна в наві — готичні загострені.
Подвійну функцію церкви (релігійна і оборонна) можна побачити в незвичайному дизайні — наявність 2 церковних веж. Одна з башт пізніше була знижена, щоб церква мала більш класичний данський вигляд. Велика вежа досі має лучні отвори.
Меморіальна каплиця на південній стороні церкви була побудована в 1766—1769 рр. за кошти графа А. Г. Мортке і розробкою Фредеріка Харсдорфа. 

## Місто
Містечко знаходилось на північний захід від церкви до великої пожежі в 1804 році. Після неї воно було знищене і ніколи не реставрувалось. 
Зараз Карізе розташоване на залізничному вокзалі, який був побудований в 1879 році. Залізниця з'єднує його з сусідніми містами Факс та Херлєв, а також Кьоге та Копенгаген.

## Відомі люди
У Карізе народився відомий футболіст Луїз Рінгсінг.